# Эрл, Сильвия
Сильвия Элис Эрл (Sylvia Alice Earle, урождённая Рид, Reade; род. 30 августа 1935, Гибстаун, Нью-Джерси) — американская биоокеанолог и эколог, общественная деятельница, «известный пионер глубоководных исследований и сохранения моря».
Провела более ста экспедиций по всему миру, личных подводных погружений — более 7 тыс. часов (то есть порядка года).
В 1979 году установила мировой рекорд одиночного глубоководного погружения (1 км).
Именно в связи с последним её прозвали «Her Deepness».
В 2000 году Библиотека Конгресса признала её «Живой легендой» (Living Legend), тогда же она была введена в Национальный зал славы женщин, а двумя годами ранее, в 1998, журнал «Тайм» назвал её первым «Героем планеты» (Hero for the Planet).
Шеф-учёный Национального управления океанических и атмосферных исследований (NOAA) в 1990—1992 годах, ныне она сотрудница Национального географического общества (с 1998). Основательница Sylvia Earle Alliance (2008) / Mission Blue (2009) и Deep Ocean Exploration and Research Inc. (в 1992). Удостоена множества наград, в том числе высокопрестижных и международных.
Доктор Эрл не устаёт напоминать нам, что если мы не позаботимся о мировом океане, то мы просто перестанем существовать.
«Мы должны заботиться о природе так, как будто от этого зависят наши жизни. Потому что это действительно так», — говорит она.
Ранее она ратовала за то, чтобы к 2020 году морские заповедники покрывали 20 % территории мирового океана (была достигнута цель только в 10 %).

## Биография

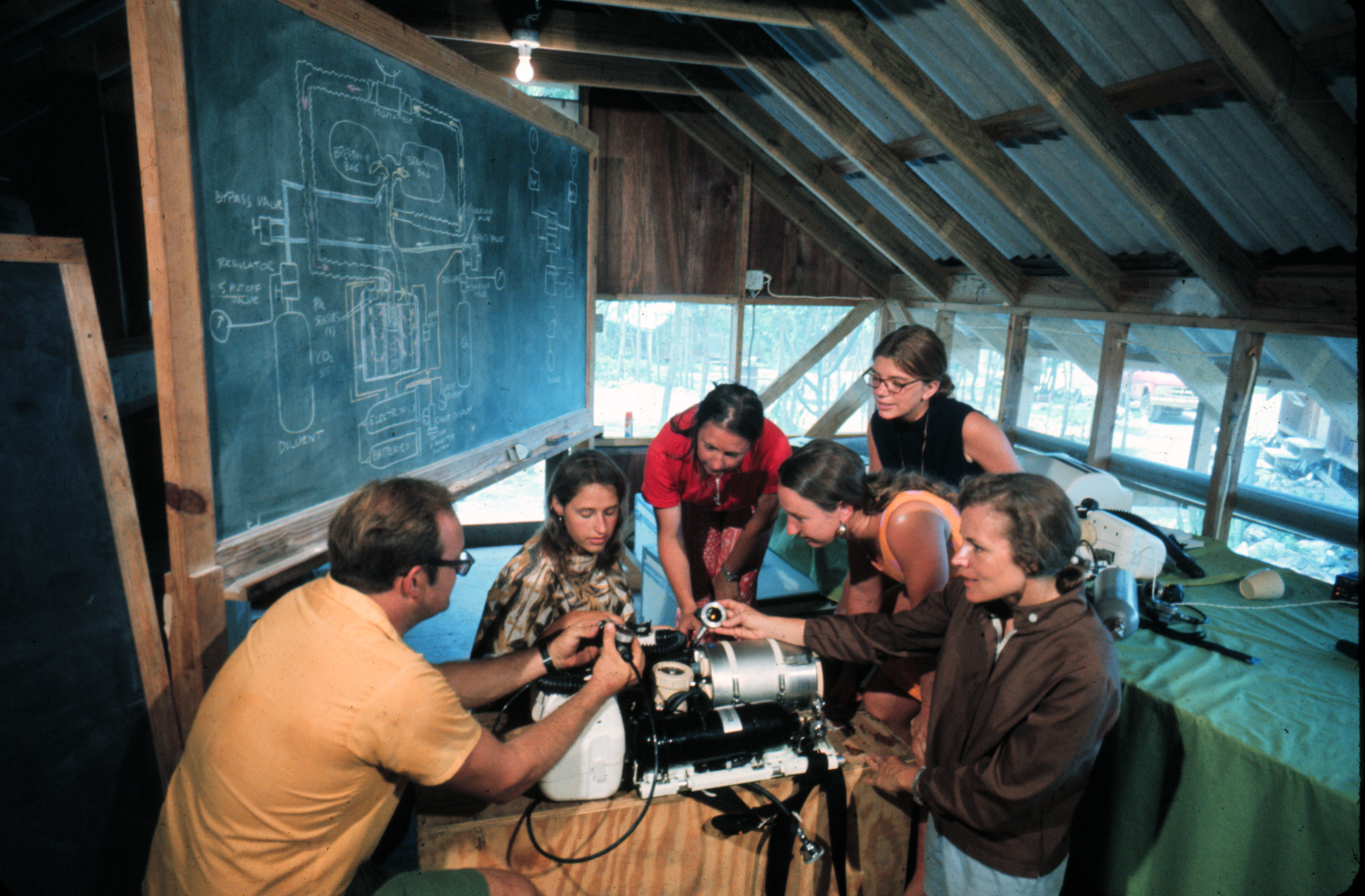
1970. Tektite II. Сильвия Эрл крайняя справа

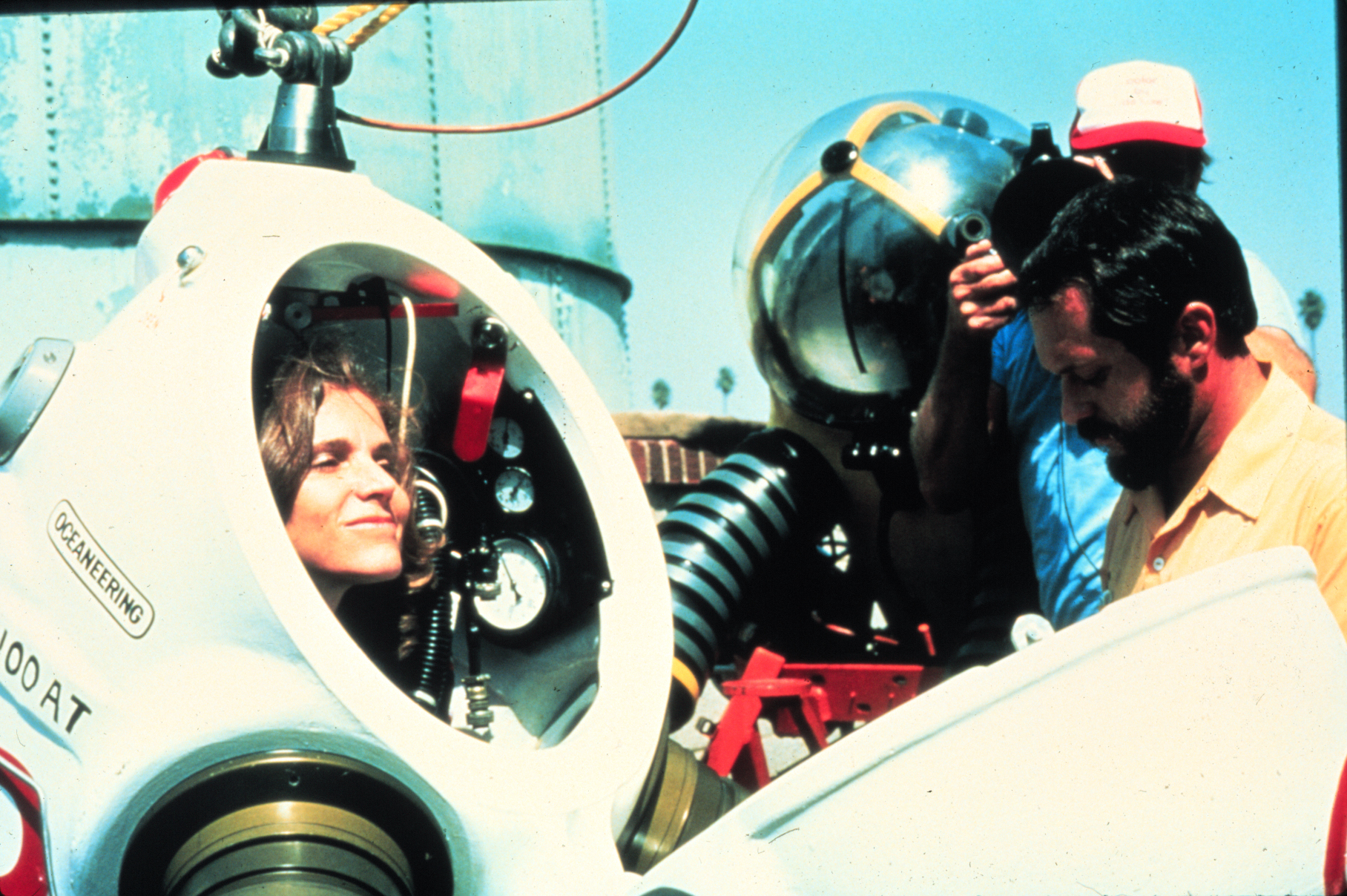

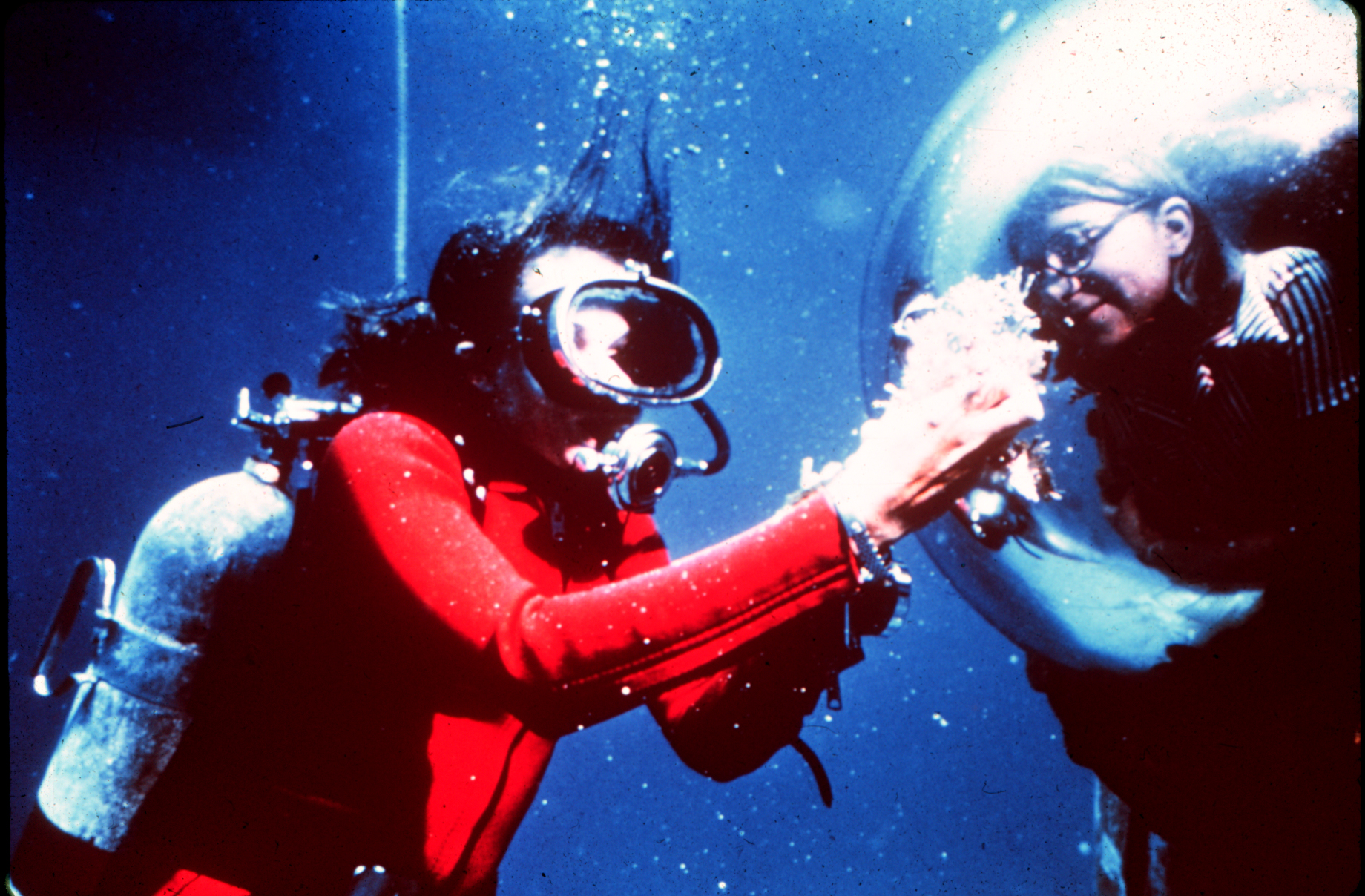

Выросла на небольшой ферме в Нью-Джерси, а с 12?3 лет — во Флориде.
Окончила Университет штата Флорида (бакалавр ботаники, 1955). Степени магистра (1956) и доктора философии (1966) по ботанике получила в Университете Дьюка. Её магистерская работа посвящена водорослям в Мексиканском заливе, докторская — «Бурые водоросли Восточного Мексиканского залива». Последняя привлечёт внимание специалистов.
С 1967 года исследователь Гарвардского университета и одновременно с 1969 года — Калифорнийского университета в Беркли, и там и там — по 1981 год; в 1967–1969 годах также сотрудница Рэдклиффского института. В 1979—1986 годах куратор по альгологии Калифорнийской АН. В 1980—1984 годах в President’s Advisory Committee on Oceans and Atmosphere. В 1990—1992 годах шеф-учёный NOAA, первая женщина в этой должности.
В 1970 году, не будучи допущена, поскольку являлась женщиной, в исследовательский проект Tektite I (Tektite habitat), она возглавила первую группу женщин-акванавтов — Tektite II, проведшую две недели под водой. Тогда к ней пришла широкая известность.
В 1980-х годах вместе с инженером Graham Hawkes, её супругом в 1986—1992 годах, основала компании подводного кораблестроения Deep Ocean Engineering и Deep Ocean Technologies.
В 1992 году основала Deep Ocean Exploration and Research.
Возглавляет «Mission Blue / The Sylvia Earle Alliance».
Сопредседатель Aspen High Seas Initiative (Aspen Institute).
Член Conservation Fund.
Попечитель Mote Marine Laboratory.
Состоит в совете Academy of Achievement's Golden Plate Award.
Являлась попечителем Woods Hole Oceanographic Institution.
Также член AAAS (1986), Калифорнийской АН, Королевского географического общества, World Academy of Art and Science (1991).
Документальный фильм о ней "Mission Blue" 2014 года удостоился 2015 News & Documentary Emmy Award for Outstanding Editing-Documentary and Long Form.
В 1957 году вышла замуж за зоолога Джона Тейлора (развелись в 1966 году). Трое детей, внуки.
Обладательница 27 почётных докторских степеней, среди вручителей: Монтерейский институт (D.H.L., 1990), Ball State University (D.Sc., 1991), Washington College (D.Sc., 1992), Университет Дьюка (D.Sc., 1993), Рипон-Колледж (D.Sc., 1994), Коннектикутский университет (D.Sc., 1994), Род-Айлендский университет (LL.D., 1996), Plymouth State College (D.Sc., 1996), Simmons College (D.Sc., 1997), Международный университет Флориды (D.Sc., 1998), St. Norbert College (D.Sc., 1998), Massachusetts Maritime Academy (D.Sc., 1999), University of San Diego (D.H.L., 2004), Колледж Смит (SCD, 2011), Эдинбургский университет (D.Sc., 2018).
Автор более двух сотен публикаций, 13 книг, среди которых в первую очередь называют «Sea Change: A Message Of the Oceans» (1995), последняя же её книга, "Blue Hope", вышла в 2014 году.

## Отличия
Отмечена более чем ста наградами.
- 1970 — Женщина года по версии «Лос-Анджелес таймс»[20]
- 1970 — Conservation Service Award министерства внутренних дел[20]
- 1980 — Lowell Thomas Award Клуба первооткрывателей[20]
- 1981 — Орден Золотого Ковчега Нидерландов[20]
- 1989 — New England Aquarium[англ.]’s David B. Stone Medal[20]
- 1990 — Золотая медаль Общества женщин-географов[20]
- 1990 — Radcliff College[англ.] Alumnae Association Medal[20]
- 1991 — Golden Plate Award[англ.], Academy of Achievement[англ.]
- 1991 — DEMA’s (Diving Equipment Manufacturers Association[англ.]) Hall of Fame Award[20]
- 1992 — Directors Award of the Natural Resources Defense Council[англ.][20]
- 1995 — Massachusetts Audubon Society[англ.]’s Allen Morgan Prize[20]
- 1995 — Washburn Medal, Бостонский музей науки[20]
- 1996 — Lindberg Award[20]
- 1996 — Explorers Club Medal[англ.], высшая награда Клуба первооткрывателей
- 1997 — Kilby Award[20]
- 1997 — Marine Technology Society[англ.] Compass Award[20]
- 1997 — Julius B. Stratton Leadership Award[20]
- 1997 — SeaKeeper Award[англ.][21]
- 1997 — John M. Olguin Marine Environment Award, США[20]
- 1998 — Global 500 Roll of Honour[англ.]
- 1999 — Barbie Ambassador of Dreams[20]
- 1999 — Ding Darling Conservation Medal[20]
- 2000 — Введена в Национальный зал славы женщин
- 2003 — Wings Trust Award[20]
- 2004 — Banksia International Award (Австралия)
- 2004 — Barnard Medal
- 2006 — Spanish Geographic Society’s International Award
- 2007 — Seattle Aquarium[англ.] Medal[22]
- 2009 — TED Prize, США
- 2009 — Орден Золотого Ковчега (Нидерланды)
- 2009 — Rachel Carson Award[англ.], Национальное Одюбоновское общество[17]
- 2009 — Premio Artiglio (Италия)[23]
- 2010 — Roy Chapman Andrews Distinguished Explorer Award, Roy Chapman Andrews Society[10]
- 2010 — Carl Sagan Award for Public Appreciation of Science
- 2010 — Hans Hass Award[англ.]
- 2011 — Медаль покровителей (Золотая медаль) Королевского географического общества
- 2011 — Медаль Почёта Доминиканской Республики
- 2013 — Медаль Хаббарда, высшая награда Национального географического общества США
- 2014 — Walter Cronkite Award, Stone Soup Leadership Institute[24]
- 2014 — Чемпионы Земли, Программа ООН по окружающей среде[7]
- 2014 — Женщина года по версии журнала «Glamour»
- 2016 — World Ecology Award Gala, Whitney R. Harris World Ecology Center[25]
- 2017 — Rachel Carson Prize (environmentalist award)[англ.][5]
- 2017 — Lewis Thomas Prize[англ.]
- 2017 — Perfect World Foundation[англ.]’s Award "Conservationist of the Year", Швеция
- 2017 — Seattle Aquarium[англ.] Lifetime Achievement Award (первый удостоенный)[22]
- 2018 — Премия принцессы Астурийской в номинации «Согласие»[18]
- Финалистка Indianapolis Prize[англ.] (2018, 2020)
- 2019 — Thomas Jefferson Foundation[англ.] Medal[26]
- Villanova University Mendel Medal (2019)

## Книги
- Deep Frontier, Sea Change (1995)
- Wild Ocean (1999)
- The Atlas of the Ocean (2001)
- The World Is Blue: How Our Fate and the Ocean’s Are One (2009) – отмечена 2010 Stevens Institute of Technology Green Book Award
- Blue Hope (2014)